# Styrax zhejiangensis
Styrax zhejiangensis är en storaxväxtart som beskrevs av S. M. Hwang och L. L. Yu. Styrax zhejiangensis ingår i släktet Styrax och familjen storaxväxter. Inga underarter finns listade i Catalogue of Life.